# Droga wojewódzka 562
Die Droga wojewódzka 562 (DW562) ist eine 46 Kilometer lange Droga wojewódzka (Woiwodschaftsstraße) in den Woiwodschaften Kujawien-Pommern und Masowien in Polen. Die Strecke in den Powiaten Włocławski, Lipnowski und Płocki verläuft nördlich der Weichsel bis zur kreisfreien Stadt Płock. Sie verbindet die Landesstraßen DK67 und DK60/DK62 über eine kurze Strecke der DW559.

## Streckenverlauf
Woiwodschaft Kujawien-Pommern, Powiat Włocławski
-  Szpetal Górny (DK67)

Woiwodschaft Kujawien-Pommern, Powiat Lipnowski
-  Dyblin (DW558)
-  Dobrzyń nad Wisłą (DW541)

Woiwodschaft Masowien, Powiat Płocki
- Myśliborzyce
-  Biskupice, Brücke über die Skrwa
-  Murzynowo (DW555)

Woiwodschaft Masowien, kreisfreie Stadt Płock
-  Płock (DW564)
-  Płock (DW559 zur DK60/62)